# Австралійські Альпи
Австралі́йські А́льпи (англ. Australian Alps) — найвищий гірський масив Австралії, є складовою Великого Вододільного хребта та розташовані в його південній частині.
Австралійські Альпи являють собою пенеплен, піднятий і розчленований на окремі масиви. Складаються з палеозойських відкладів, пронизаних гранітними інтрузіями. Гора Косцюшко висотою 2228 м є найвищою вершиною Австралійських Альп і найвищою точкою Австралії. Гора Таунсенд (2209 м) — 2-га за висотою вершина цих гір. На північно-західних схилах бере початок головна річка Австралії — Муррей.
Австралійські Альпи характеризуються найсуворішим в Австралії кліматом. Вершини Австралійських Альп взимку на 2—3 місяці вкриваються снігом. На схилах гір до 1200 м ростуть ліси з деревоподібних папоротей і евкаліптів, вище — криволісся та альпійські луки.
Лісові пожежі в Австралії у 2009 році були особливо інтенсивними в частині Австралійських Альп та знищили деякі містечка, зокрема Мерісвіль.

## Хребти
- Гурок
- Монаро
- Муніонг
- Баррі